# 华中路 (郑州)
华中路是河南省郑州市一条东西走向的道路，全长约1000余米，宽为25米，因附近建立于1994年的华中食品城而得名。华中路在1987年前为一片农地，航海路修通后，这里逐渐开始有商贩云集。1998年，又建立了华中食品城南院。随着华中食品城南院和北院商业的日趋繁盛，两院之间逐渐形成了一条道路，时称代庄南街，2002年12月2日被正式命名为华中路。